# 紫斑鰭飛魚
紫斑鰭飛魚（学名：Cheilopogon spilonotopterus），又名點背鬚唇飛魚、飛烏，为飛魚科须唇飞鱼属下的一个种。